# Nationaal park Garamba
Het nationaal park Garamba is een nationaal park in het oosten van de Democratische Republiek Congo dat op de Werelderfgoedlijst staat sinds 1980.
Dit gebied was in het begin van de 21e eeuw het enige leefgebied van de extreem zeldzame noordelijke witte neushoorn (Ceratotherium simum of breedlipneushoorn). De laatste waarnemingen dateren van 2005, maar de populatie heeft erg te lijden onder wildstroperij. Sinds 2006 werden in het wild geen waarnemingen meer gedaan. Deze ondersoort wordt anno 2011 door de IUCN beschouwd als kritisch bedreigd en zeer waarschijnlijk uitgestorven in het wild.
Nationaal Park Garamba werd in 1938 opgericht en beslaat een gebied van 4900 km² in het noordoosten van Congo-Kinshasa. Het werd in 1980 aangewezen als een World Heritage Site door UNESCO. Het grenst aan Zuid-Soedan en maakt deel uit van het savannegebied van Guinea naar Zuid-Soedan. Het park is een van de oudste beschermde gebieden in Afrika. Het vormt een verbindingszone tussen twee endemische gebieden: de Guinea-Congo en de Guinea-Soedanese savanne. Deze twee zones herbergen een variëteit aan wilde dieren, die door wildstroperij een achteruitgang in aantallen hebben ondergaan.
Het Nationaal park Garamba wordt beheerd door de non-profitorganisatie African Parks in een partnerschap met het Congolees Instituut voor Natuurbehoud (ICCN). ICCN rangers aangevuld met soldaten van het Congolese leger beschermen Garamba tegen stropers en rebellengroepen.

## Geschiedenis
Van 1984 tot 1992 stond het bij de UNESCO op de lijst erfgoedgebieden die gevaar liepen. Tussen 1991 en 1993 vestigden zich 50.000 Soedanese vluchtelingen buiten Garamba, na te zijn opgejaagd door het Soedanese volksbevrijdingsleger, wat leidde tot een toename van stroperij. In 1996 werd Garamba opnieuw op de gevarenlijst gezet wegens stroperij op de noordelijke witte neushoorn. Na enkele nederlagen tijdens de Eerste Congo-oorlog (1996-1997) en de Tweede Soedanese Burgeroorlog, vluchtten Oegandese oproerlingen van het West Nile Bank Front en het Uganda National Rescue Front in 1997 het park in. Organisaties als de Frankfurt Zoological Society, de International Union for Conservation of Nature and Natural Resources en het World Wildlife Fund hebben met lokale autoriteiten samengewerkt om de situatie van Garamba te verbeteren.
Garamba wordt beheerd door African Parks en ICCN, hun inzet tegen stroperij zou het aantal gedode dieren hebben verminderd. Volgens de BBC wordt het management van Garamba mede-gefinancierd door de Europese Unie en private donoren. Andere bijdragers waren de United States Agency for International Development, de United States Fish and Wildlife Service, Wildcat Foundation, en de Wereldbank.
Sinds 2005 is Garamba, samen met het naastgelegen Domaine Chasse Bili Uere, een beschermd gebied voor leeuwen.
Stropers hebben tussen 2010 en 2017 zeker 21 park rangers gedood, en veiligheidsproblemen waren een belemmering om een toeristische bestemming te kunnen worden. In 2009 viel de guerrillagroep Verzetsleger van de Heer de Garamba's Nagero observatiepost aan en doodde zeker 8 mensen, waaronder twee park rangers, en verwondde 13 mensen. Ook werd door rebellen voedsel en brandstof gestolen, en werden enkele gebouwen in het park vernield. In 2015 werden vijf rangers en drie soldaten gedood bij drie verschillende conflicten. In april 2016 werden drie rangers gedood en anderen verwond, waaronder de manager van Garamba. Volgens fotojournalist Kate Brooks, die in Garamba filmde voor haar documentaire The Last Animals, werden tussen januari 2015 en april 2017 13 park rangers en militairen gedood bij het verdedigen van Garamba.
In 2017 bracht National Geographic de film The Protectors: Walk in the Rangers' Shoes uit, een korte virtual reality documentaire. Het Tribeca Film Festival kende in april 2017 postuum de Disruptor Award toe aan rangers die tijdens hun werk in Garamba waren gedood bij het verdedigen van olifanten.

## Flora en fauna
In de graslanden van de savanne groeien in lage dichtheid acacia's. Sommige grassoorten kunnen tot drie meter hoog worden.
Diersoorten die er voorkomen zijn verschillende soorten antiloop, de Kaffer- en bosbuffel, olifanten, hyena's, bosvarkens, giraffes, nijlpaarden en leeuwen. De enige populatie giraffen van Congo-Kishasa komt hier voor, het betreft de ondersoort kordofangiraffe, waarvan er naar schatting minder dan 50 voorkomen. De giraffepopulatie zou in 1976 nog 300 hebben bedragen, en nog altijd circa 100 in 2008. Voor 2018 wordt een aantal van 48 genoemd. In het park zijn 138 soorten zoogdieren en 286 vogelsoorten waargenomen, onder andere de secretarisvogel.
De olifanten in Garamba, een van de grootste kudden van het land, worden beschouwd als een hybride van de ondersoorten savanneolifant en bosolifant. In 2011 waren er ongeveer 2800 olifanten, waarschijnlijk minder dan 2000. Een flinke afname, vergeleken met de 20.000 die in de jaren 1960 en 1970 werden genoemd. In 2014 werden er 68 door stropers gedood in twee maanden tijd.
De laatste populatie van de noordelijke witte neushoorn leefde in dit park. Rond 1985 waren er nog maar 14, reden om het park op de bedreigde lijst te zetten. In 2003–2005 zijn er nog exemplaren waargenomen; ruim tien jaar later waren er geen meer over.
Behalve met stropers, heeft het dierenbestand ook te maken met groepen als de Hoeda en Wodaabe die weidegrond zoeken voor hun vee.
- Gemeinsame Normdatei: 1138258628
- Library of Congress Control Number: sh2007006769
- Nationale Bibliotheek van Israël: 987007537522105171
- Virtual International Authority File: 315531032